# Südliche Nelkeneule
Die Südliche Nelkeneule (Hadena magnolii), auch als Nelken-Kapseleule bezeichnet, ist ein Schmetterling (Nachtfalter) aus der Familie der Eulenfalter (Noctuidae).

## Merkmale

### Falter
Die Flügelspannweite der Falter beträgt 26 bis 35 Millimeter. Die Grundfarbe der Vorderflügeloberseite variiert von olivgrau bis zu rötlich braun. Innere und äußere Querlinie sind weißlich und stark gezackt. Sehr auffällig ist die kreisrunde, dunkle Ringmakel, die weiß umrandet ist. Die etwas schwächer ausgeprägte Nierenmakel ist ebenfalls weiß umrandet. Das Mittelfeld ist zuweilen verdunkelt, die weiße Wellenlinie stark gezackt und nach innen mit einigen schwarzen Pfeilflecken begrenzt. Der Außenrand ist abwechselnd braun und weiß gescheckt. Die Hinterflügeloberseite ist einfarbig hell graubraun, nach außen hin etwas dunkler und zeigt einen undeutlichen Mittelfleck. Die Weibchen sind mit einem kurzen, spitzen Ovipositor ausgestattet.

### Raupe
Ausgewachsene Raupen sind weißgrau, gelbgrau oder blass hellbraun gefärbt. Sie besitzen dunkle, in große Flecke aufgelöste Rücken- und Nebenrückenlinien sowie weitere kleine, schwarze, punktförmige Flecke.

### Puppe
Die rotbraune Puppe ist mit zwei sehr kurzen gebogenen Spitzen am Kremaster versehen.

## Verbreitung und Lebensraum
Die Art ist von Nordafrika über die Iberische Halbinsel durch den Süden Europas bis nach Vorder- und Mittelasien verbreitet. Die Nordgrenze dieses Areals verläuft durch das südliche Frankreich, die Schweiz über den Südwesten Baden-Württembergs, durch Österreich und die Karpatenländer bis in die Ukraine und das angrenzende südliche Russland. In den Alpen kommt sie bis auf etwa 1500 Meter Höhe vor. Die Südliche Nelkeneule ist überwiegend auf Kalkböden anzutreffen und bevorzugt sonnige, warme Hänge, steinige Ödländereien und felsige Täler.

## Lebensweise
Die Falter sind überwiegend nachtaktiv und fliegen in einer Generation pro Jahr von Mai bis Juni. Sie saugen zuweilen am Tage an den Blüten von Leimkräutern (Silene) und besuchen nachts künstliche Lichtquellen. Die Raupen leben von Juli bis August. Sie ernähren sich von den Samenkapseln, Blüten und Blättern von Nickendem Leimkraut (Silene nutans) oder Weißer Lichtnelke (Silene latifolia). Die Art überwintert als Puppe.

## Gefährdung
Die Südliche Nelkeneule ist in Deutschland sehr vereinzelt in Baden-Württemberg nachgewiesen worden und wird dort auf der Roten Liste gefährdeter Arten in Kategorie 2 („stark gefährdet“) eingestuft.

## Systematik und Taxonomie
Die Gattung Hadena wird von Hacker (1992; 1996) in mehrere Untergattungen aufgeteilt. Hadena magnolii wird zur Untergattung Hadena gestellt.